# Luca Zanforlin
Luca Zanforlin (Ferrara, 4 marzo 1965) è un autore televisivo, conduttore televisivo e scrittore italiano.

## Biografia
Si è laureato in Comunicazione di Massa alla Facoltà di Lettere e Filosofia. Nel 1992 diventa autore per Mediaset.
È stato uno degli autori storici, nonché conduttore della fascia pomeridiana, del talent show Amici di Maria De Filippi in onda su Real Time. Nella stagione estiva conduce, invece, Nokia Amici in Tour trasmesso su La5.
Nel 2011 pubblica il romanzo Denise la cozza che parla di una ragazza poco attraente con il sogno di entrare nel mondo della tv. A maggio 2012 esce il suo nuovo libro Molto più che amici.
Da marzo 2012 diviene anche copresentatore, assieme a Maria De Filippi, della fase serale di Amici 11 in onda da sabato 31 marzo, in prima serata.
Il 15 marzo 2013 annuncia la sua non partecipazione al serale del talent di Canale 5 come autore perché deve dedicarsi ad un nuovo progetto in Spagna, per produrre una fiction (per Telecinco) tratta dal suo libro Denise la Cozza. Con l'uscita di Zanforlin dalla trasmissione il serale di Amici ha subito forti cambiamenti (niente più orchestra, televoto e diretta), giudicati da alcuni critici televisivi come peggiorativi del programma.
Dopo il progetto lavorativo in Spagna Zanforlin fa il suo ritorno all'edizione 2013-2014 di Amici: la striscia quotidiana del talent è stata condotta da Zanforlin e trasmessa dal 13 gennaio 2014 su Real Time. Nel serale di Amici 2015 è stato nuovamente autore del programma.
Nella 14ª edizione di Amici di Maria De Filippi è autore con Sabrina Ferilli.
Nell'ottobre 2014 segue Sabrina Ferilli alla nuova emittente televisiva albanese Agon Channel, dove i due conducono il talk show Contratto.
Nell'estate 2015 approda alla trasmissione Domenica In di Rai Uno in veste di autore per la stagione televisiva 2015/2016.

## Programmi televisivi
- Ore 12 (Canale 5, 1992-1993)
- Perdonami (Rete4, 1993-1996)
- Iva Show (Rete4, 1996)
- Una goccia nel mare (Canale 5, 1998-1999)
- 30 ore per la vita
- Il brutto anatroccolo (Italia 1, 1998-2000)
- Meteore
- Bigodini
- Tempo di Musica
- Un'italiana per Miss Universo
- Super
- Testarda io
- Popstars
- Quantestorie
- Amici di Maria De Filippi (Canale 5, 2003-2012)
- Nokia Amici in Tour (La5, 2011)
- Contratto (Agon Channel, 2014-2015)
- Domenica In (Rai 1, 2015-2016)

## Opere
- A un passo dal sogno. Il romanzo di Amici, Segrate, Arnoldo Mondadori Editore, 2007, ISBN 978-88-04-56888-9. - coautore Riccardo Sfondrini
- Fra il cuore e le stelle, Segrate, Arnoldo Mondadori Editore, 2008, ISBN 978-88-04-57769-0. - coautore Riccardo Sfondrini
- Vola via con me. Il nuovo romanzo di Amici, Segrate, Arnoldo Mondadori Editore, 2009, ISBN 978-88-04-58631-9. - coautore Riccardo Sfondrini
- Testa o cuore. Il romanzo di Amici, Segrate, Arnoldo Mondadori Editore, 2011, ISBN 978-88-04-61000-7.
- Denise la cozza, Segrate, Arnoldo Mondadori Editore, 2011, ISBN 978-88-04-61303-9.
- Molto più che Amici, Segrate, Arnoldo Mondadori Editore, 2012, ISBN 978-88-04-61715-0.
- Se ci credi davvero, Segrate, Arnoldo Mondadori Editore, 2013, ISBN 978-88-04-63054-8.
- Ke amico 6? Il libro game di Amici, Milano, Arnoldo Mondadori Editore, 2014, ISBN 978-88-046-4047-9.
- Diversity Hotel, Milano, Arnoldo Mondadori Editore, 2021, ISBN 978-88-047-4136-7.